# Никитина, Марина Викторовна
Марина Викторовна Никитина (укр. Марина Вікторівна Нікітіна; род. 16 апреля 1986, Гуляйполе, Запорожская область) — украинский юрист. Народный депутат Украины IX созыва.

## Биография
В 2009 году окончила Классический приватный университет (специальность «Правоведение»).
В 2009—2013 годах — работала юристом ООО «Преображенское». Уволилась по собственному желанию и на волонтерских началах оказывала юридическую помощь.
Волонтёр Зе!команды.
Кандидат в народные депутаты от партии «Слуга народа» на парламентских выборах 2019 года (избирательный округ № 82, Гуляйпольский, Вольнянский, Запорожский, Новониколаевский, Пологовский районы, часть Ореховского района). На время выборов: временно не работает, беспартийнaя.
Член Комитета Верховной Рады по вопросам аграрной и земельной политики.